# День Колумба (фильм)
«День Колумба» (англ. Columbus Day) — драматический детективный фильм 2008 года режиссёра Чарльза Бурмейстера.

## Сюжет
Джон Кёльн (Вэл Килмер) только что совершил самое крупное ограбление в своей жизни, и теперь у него есть ровно один час, чтобы продать награбленное. Джон заключает сделку с давним другом Максом (Уилмер Вальдеррама), и он, несмотря на серьёзные проблемы, договаривается о сделке с разгневанным гангстером, который и стал жертвой ограбления. Кёльн убеждён, что разбогатев, сможет исправить то, что пошло наперекосяк в его жизни — вернуть свою бывшую жену Элис (Марг Хелгенбергер) и восстановить отношения с дочерью Аланой (Эшли Джонсон). Джон должен защитить своего молодого друга Антуана (Бобби Дж. Томпсон), с которым познакомился в парке, перехитрить полицию и бандитов, чтобы наконец встретиться со своей семьёй во Флориде.

## В ролях
| Актёр              | Роль             |
| ------------------ | ---------------- |
| Вэл Килмер         | Джон Кёльн       |
| Бобби Дж. Томпсон  | Антуан           |
| Марг Хелгенбергер  | Элис             |
| Уилмер Вальдеррама | Макс             |
| Эшли Джонсон       | Алана            |
| Майкл Мюней        | детектив Дэниэлс |
| Шон Блэйкмор       | офицер Уолтерс   |
| Шелли Мэлил        | Бабул            |
| Ричард Эдсон       | Мэнни            |
| Ивана Милишевич    | Шерил            |
| Джек Макги         | Пол              |

## Производство
Режиссёром и сценаристом фильма стал Чарльз Бурмейстер, имеющий на своём счету один документальный фильм («Интервью») и один короткометражный («Король Шестой улицы»). Для него данная картина стала первой полнометражной в карьере. Продюсерами выступили компания «Trigger Street Productions» Кевина Спейси и Дана Брунетти, а также Вэл Килмер, Эван Астровски и Фред Рус.
24 апреля 2007 года было объявлено о том, что главные роли исполнят Вэл Килмер («Дежа вю»), Марг Хелгенбергер («C.S.I.: Место преступления») и Уилмер Вальдеррама («Нация фастфуда»). Съёмки начались в том де месяце и прошли в Лос-Анджелесе, в частности в Эхо-парке. Примечательно, что Вэл Килмер и Кевин Спейси для работы над фильмом воссоединились впервые после окончания средней школы Чатсворта.

## Релиз
24 марта 2009 года фильм был выпущен в США на «DVD» компанией «William Morris Independent».

## Критика
Дэвид Нусэйр отозвался о атмосфере фильма как о «плоской» и «гнетущей», в то время как Дэвид Джонсон, не будучи в восторге от просмотра, отметил наличие хорошего чёрного юмора у Килмера, почти аналогичного тому, который он продемонстрировал в картине «Поцелуй навылет». Марк Окли сказал, что фильм был построен вокруг актёрских навыков Килмера, реализацию которых он назвал «хорошей работой», а саму картину — «средней» и «не особенно хорошей».